# أنور محمود عبد الواحد
أنور محمود عبد الواحد (1927-2017) هو مهندس ميكانيك ومعجمي مصري حاصل على درجة الدكتوراة في العلوم التطبيقية من جامعة بروكسل سنة 1956م ومعروف بإشرافه على سلسلة المعاجم التكنولوجية الصادرة بين عامي 1973 و1988م وتأليفه للمعجم الهندسي الجديد الصادر سنة 2010م.

## سيرته
ولد أنور عبد الواحد في 12 سبتمبر 1927م.
تخصص في الهندسة، وحصل على بكالوريوس في الهندسة الميكانيكية سنة 1948م من جامعة الإسكندرية، وعلى درجة الماجستير سنة 1951م من الكلية نفسها، وعلى درجة الدكتوراه في العلوم التطبيقية من جامعة بروكسل سنة 1956.
أشرف على تحرير سلسلة كتب الأسسس التكنولوجية التي ضمنت 37 كتاباً، وشارك في تصنيف معجم المصطلحات الفنية الذي أقرته إدارة التدريب بالقوات المسلخة المصرية سنة 1962م. كما أشرف على إصدار سلسلة المعاجم التكنولوجية التخصصية بين عامي 1973 و1988 وضمت 19 معجماً متنوعاً في مجالات الهندسة المختلفة. عمل أنور في الهيئة العلمية المشرفة على معجم مصطلحات العلم والتكنولوجيا التي ترجمت معجم ماغروهيل للمصطلحات العلمية والتقنية (بالإنجليزية: Mcgraw-hill dictionary of scientific and technical terms)‏ ورأس تحرير الفريق العامل على المجلد الأول. وصدر المعجم عن معهد إنماء العالم العربي بين عامي 1982م و1988 في أربعة مجلدات من القطع الكبير.
عمل منذ عام 2001 مقرراً للجنة الصياغة بالهيئة المصرية العامة للمواصفات والجودة.
توفي أنور عبد الواحد في 30 يوليو 2017 عن عمر ناهز التاسعة والثمانين.

## مؤلفاته
تأليف
- معجم مصطلحات الحديد والصلب، الإصدار الثالث من سلسلة المعاجم التكنولوجية التخصصية، صدر سنة 1974م عن مؤسسة الأهرام بالقاهرة.[4]
- معجم تشكيل المعادن، الإصدار الحادي عشر من سلسلة المعاجم التكنولوجية التخصصية، صدر سنة 1978م.[5]
- معجم التبريد وتكييف الهواء، وهو الإصدار الثاني عشر من سلسلة المعاجم التكنولوجية التخصصية صدر سنة 1979م.[6]
- المعجم الهندسي الجديد، صدر سنة 2010 عن مكتبة مكتبة لبنان ناشرون ببيروت.[7]

مراجعة
- معجم الهندسة الكيميائية من تأليف سعاد البيلي، وهو معجم عديد اللغات إنكليزي فرنسي عربي صدر عن أكاديميا إنترناشيونال ضمن سلسلة المعاجم الأكاديمية المتخصصة سنة 1992 في بيروت.[8]
- معجم الإلكترونيات من تأليف حسن مرسي فرحات، وهو معجم عديد اللغات إنكليزي فرنسي عربي صدر عن أكاديميا إنترناشيونال ضمن سلسلة المعاجم الأكاديمية المتخصصة في بيروت، له طبعتان: الأولى سنة 1992، والثانية 1998م.[9]
- قاموس الهندسة الكهربائية، صدر له طبعتان عن مكتبة لبنان ناشرون ببيروت، الأولى سنة 1995م، والثانية سنة 1999م.[10]

تحرير
- ترأس تحرير معجم مصطلحات العلم والتكنولوجيا الصادر عن معهد الإنماء العربي ببيروت سنة 1982م.[11]

## وصلات خارجية
أنور محمود عبد الواحد على موقع أرشيف الشارخ.